# Liste der Kulturdenkmäler in Sonnenberg-Winnenberg
In der Liste der Kulturdenkmäler in Frauenberg sind alle Kulturdenkmäler der rheinland-pfälzischen Ortsgemeinde Sonnenberg-Winnenberg aufgeführt. Grundlage ist die Denkmalliste des Landes Rheinland-Pfalz (Stand: 12. Juni 2023).

## Einzeldenkmäler
| Bezeichnung     | Lage                       | Baujahr | Beschreibung | Bild |
| --------------- | -------------------------- | ------- | --- | ---- |
| Eisenbahnbrücke | südwestlich des Ortes Lage | um 1860 | Eisenbahnbrücke der Rhein-Nahe-Bahn; dreibogiger backsteingegliederter Sandsteinquaderbau über das Nahetal, um 1860 | BW   |